# عبد الستار المعيني
الفريق الركن عبد الستار أحمد جاسم المعيني هو عسكري عراقي سابق، ولد في بغداد عام 1933 أو هور رجب سنة 1934.
عبد الستار المعيني هو أحد الأبناء العشرين لملا أحمد المعيني، قد اكمل دراسته في ناحية هور رجب. تخرج في الكلية العسكرية الملكية العراقية الدورة 32 في عام 1956 (بكالوريوس علوم عسكرية)، ثم تخرج في كلية الأركان المشتركة العراقية عام 1966 (ماجستير علوم عسكرية) ومن خريجي كلية الحرب في جامعة البكر للدراسات العسكرية العليا (دكتوراه بالعلوم والتاريخ العسكري).

## المناصب العسكرية[2][1]
- آمر فصيل في الكلية العسكرية العراقية
- ضابط استخبارات المنطقة الجنوبية
- ضابط الركن الثالث في الفرقة الجبلية الثانية
- آمر فوج جبلي.
- آمر لواء المشاة الجبلي الرابع
- رئيس أركان الفرقة الآلية الأولى
- قائد الفرقة الآلية الأولى
- قائد الفرقة المدرعة 12
- آمر الكلية العسكرية العراقية
- قائد الفرقة الجبلية الرابعة
- أمين السر العام لوزارة الدفاع العراقية
- رئيس أركان الفيلق الثاني
- قائد الفيلق الثاني
- قائد الفيلق الأول
- معاون رئيس أركان الجيش للإدارة
- عضو القيادة العامة للقوات المسلحة العراقية
- مستشار عسكري لرئيس الجمهورية

### المعارك التي شارك فيها[2][1]
- الحرب ضد إسرائيل للفترة 1967 و 1968 و 1969.
- معارك شمال العراق ضد التمرد الكردي
- حرب تشرين 1973
- حرب الخليج الأولى (1980 – 1988)
- حرب الخليج الثانية (1991)
- حرب العراق (2003)

## مناصب أخرى
شغل منصب وزير النقل والمواصلات للفترة من 23 آذار 1991 لغاية 5 أيلول 1993.

## وفاته
غادر العراق بعد احتلاله إلى الأردن حتى توفي في مدينة عمان في 3 تشرين الأول 2015.